# Ramona Portwich
Ramona Portwich (Rostock, Mecklemburgo-Pomerânia Ocidental, 5 de janeiro de 1967) é uma ex-velocista alemã na modalidade de canoagem.

## Carreira
Foi vencedora das medalhas de Ouro em K-4 500 m em Seul 1988 e em Atlanta 1996, em K-2 500 m em Barcelona 1992.
Foi vencedora das medalhas de Prata em K-4 500 m e K-2 500 m em Barcelona 1992 e em Atlanta 1996, respetivamente.